# Walther PPX
La Walther PPX è una pistola semiautomatica sviluppata dalla tedesca Carl Walther GmbH Sportwaffen di Ulma. È disponibile in calibro 9 × 19 mm Parabellum e .40 Smith & Wesson. La pistola è per uso ambidestro, con rilascio del caricatore a pulsante e guancette ergonomiche.

## Curiosità
Daniel Craig utilizza una PPX in alcune scene del personaggio interpretato James Bond nel film Spectre.